# Ronald Brebner
Ronald Gilchrist Brebner (Darlington, 23 settembre 1881 – Chiswick, 11 novembre 1914) è stato un calciatore inglese, di ruolo portiere.

## Biografia
Si laureò come dentista all'Università di Edimburgo.

## Carriera

### Club
Ad inizio carriera giocò diverse partite a livello amatoriale con Sunderland, QPR, London Caledonians, Northern Nomads ed Elgin City; in seguito, nella stagione 1906-1907 gioca una partita in massima serie con il Chelsea. L'anno seguente passa al club dilettantistico della sua città natale, il Darlington, dove rimane fino al 1911, anno in cui passa all'Huddersfield Town. Dopo una sola stagione, in cui gioca 23 partite di campionato, passa nuovamente al Chelsea, dove gioca 17 partite di campionato e 5 partite di FA Cup. A fine stagione va a giocare nel Leicester City, squadra di seconda divisione; a seguito di una botta alla testa subita durante una partita sul campo del Lincoln City è costretto a ritirarsi: dieci mesi più tardi muore, a causa di alcune complicazioni mediche legate all'infortunio.

### Nazionale
Ha partecipato al 4º Torneo olimpico di calcio, nel quale ha vinto una medaglia d'oro pur senza mai scendere in campo. È stato inoltre campione olimpico  anche al 5º Torneo olimpico di calcio del 1912 svoltosi a Stoccolma, nel quale ha vinto l'oro con il Regno Unito; nel torneo ha giocato da titolare tutte e tre le partite giocate dalla sua Nazionale, due delle quali senza subire reti.

## Palmarès

### Nazionale
- Oro olimpico: 2

Londra 1908
Stoccolma 1912